# Guihulngan
Guihulngan (offiziell: City of Guihulngan) ist eine philippinische Stadt (Component City) in der Provinz Negros Oriental. Sie hat 95.969 Einwohner (Zensus 1. August 2015).

## Baranggays
Guihulngan ist politisch in 33 Barangays unterteilt.
| - Bakid - Balogo - Banwaque - Basak - Binobohan - Buenavista - Bulado - Calamba - Calupa-an - Hibaiyo - Hilaitan | - Hinakpan - Humayhumay - Imelda - Kagawasan - Linantuyan - Luz - Mabunga - McKinley - Nagsaha - Magsaysay - Malusay | - Mani-ak - Padre Zamora - Plagatasanon - Planas - Poblacion - Sandayao - Tacpao - Tinayunan Beach - Tinayunan Hill - Trinidad - Villegas |

## Erhebung zur Stadt
Guihulngan wurde durch Ratifizierung des Republic Act Nr. 9409 in einer Volksabstimmung vom 14. Juli 2007 von einer Stadtgemeinde (Municipality) zu einer Stadt (Component City) erhoben.